# Xã Redding, Michigan
Xã Redding (tiếng Anh: Redding Township) là một xã thuộc quận Clare, tiểu bang Michigan, Hoa Kỳ. Năm 2010, dân số của xã này là 526 người.